# Liste des conseillers départementaux des Bouches-du-Rhône
Pour un article plus général, voir Conseil départemental des Bouches-du-Rhône.

Conseillers départementaux des Bouches-du-Rhône par canton.

Le conseil départemental des Bouches-du-Rhône est composé de 58 conseillers départementaux. Ils ont été élus lors des élections de 2021.

## Composition par parti
| Parti      | Parti | Parti                                | Élus                     | Groupe                    | Président(e)       |
| ---------- | ----- | ------------------------------------ | ------------------------ | ------------------------- | ------------------ |
| Majorité   |       | Les Républicains                     | 26                       | Un département gagnant    | Jean-Marc Perrin   |
| Majorité   |       | Union des démocrates et indépendants | 7                        | Un département gagnant    | Jean-Marc Perrin   |
| Opposition |       | Europe Écologie Les Verts            | 2                        | Socialiste écologiste     | Josette Sportiello |
| Opposition |       | Parti socialiste                     | 6                        | Socialiste écologiste     | Josette Sportiello |
| Opposition | 6     | Parti socialiste                     | Socialistes républicains | Frédéric Vigouroux        |                    |
| Opposition | 3     | Parti socialiste                     | Élus indépendants        | Lisette Narducci          |                    |
| Opposition |       | La Force du 13                       | Élus indépendants        | Lisette Narducci          | 2                  |
| Opposition |       | Parti communiste français            | 5                        | Communiste et partenaires | Claude Jorda       |
| Opposition |       | Debout la France                     | 1                        | DLF                       | Christiane Pujol   |

## Conseillers départementaux
| Canton              | Conseillers           | Parti | Parti | Autre mandat |
| ------------------- | --------------------- | ----- | ----- | --- |
| Aix-en-Provence-1   | Jean-Pierre Bouvet    |       | LR    | Adjoint au maire d'Aix-en-Provence Conseiller territorial du Pays d'Aix                                                                                   |
| Aix-en-Provence-1   | Brigitte Devésa       |       | UDI   | Adjointe au maire d'Aix-en-Provence Conseillère territoriale du Pays d'Aix                                                                                |
| Aix-en-Provence-2   | Danièle Brunet        |       | UDI   | Adjointe au maire d'Aix-en-Provence |
| Aix-en-Provence-2   | Jean-Marc Perrin      |       | LR    | Adjoint au maire d'Aix-en-Provence Conseiller territorial du Pays d'Aix                                                                                   |
| Allauch             | Bruno Genzana         |       | UDI   | Conseiller régional |
| Allauch             | Véronique Miquelly    |       | LR    | Conseillère municipale d'Auriol Vice-présidente du Pays d'Aubagne et de l'Étoile                                                                          |
| Arles               | Nicolas Koukas        |       | PCF   | Adjoint au maire d'Arles Vice-président de la communauté d'agglomération Arles-Crau-Camargue-Montagnette                                                  |
| Arles               | Aurore Raoux          |       | PCF   | |
| Aubagne             | Sylvia Barthélémy     |       | UDI   | Adjointe au maire d'Aubagne Présidente du Pays d'Aubagne et de l'Étoile, vice-présidente de la métropole d'Aix-Marseille-Provence                         |
| Aubagne             | Gérard Gazay          |       | LR    | Maire d'Aubagne Vice-président de la métropole d'Aix-Marseille-Provence                                                                                   |
| Berre-l'Étang       | Christiane Pujol      |       | DLF   | |
| Berre-l'Étang       | Jean-Marie Verani     |       | LR    | |
| Châteaurenard       | Corinne Chabaud       |       | LR    | Adjointe au maire de Mollégès |
| Châteaurenard       | Lucien Limousin       |       | LR    | Maire de Tarascon Vice-président de la communauté d'agglomération Arles-Crau-Camargue-Montagnette                                                         |
| La Ciotat           | Patrick Boré          |       | LR    | Maire de La Ciotat Vice-président de la métropole d'Aix-Marseille-Provence                                                                                |
| La Ciotat           | Danielle Milon        |       | LR    | Maire de Cassis Vice-présidente de la métropole d'Aix-Marseille-Provence                                                                                  |
| Gardanne            | Rosy Inaudi           |       | EÉLV  | |
| Gardanne            | Claude Jorda          |       | PCF   | Conseiller municipal de Gardanne |
| Istres              | Nicole Joulia         |       | PS    | Adjointe au maire d'Istres Conseillère métropolitaine |
| Istres              | René Raimondi         |       | PS    | Maire de Fos-sur-Mer Conseiller métropolitain, vice-président d'Istres-Ouest-Provence                                                                     |
| Marignane           | Valérie Guarino       |       | LR    | Adjointe au maire de Châteauneuf-les-Martigues |
| Marignane           | Éric Le Dissès        |       | LR    | Maire de Marignane Vice-président de la métropole d'Aix-Marseille-Provence                                                                                |
| Marseille-1         | Benoît Payan          |       | PS    | Conseiller municipal de Marseille |
| Marseille-1         | Michèle Rubirola      |       | EÉLV  | Maire de Marseille (depuis 2020) |
| Marseille-2         | Jean-Noël Guérini     |       | LFD13 | Sénateur des Bouches-du-Rhône |
| Marseille-2         | Lisette Narducci      |       | LFD13 | Maire du IIe secteur de Marseille Conseillère métropolitaine                                                                                              |
| Marseille-3         | Henri Jibrayel        |       | PS    | Député de la septième circonscription |
| Marseille-3         | Josette Sportiello    |       | PS    | Conseillère municipale de Marseille |
| Marseille-4         | Rebia Benarioua       |       | PS    | Conseiller municipal de Marseille |
| Marseille-4         | Anne Di Marino        |       | PS    | |
| Marseille-5         | Haouaria Hadj-Chikh   |       | MDP   | |
| Marseille-5         | Denis Rossi           |       | PS    | |
| Marseille-6         | Christophe Masse      |       | PS    | Conseiller municipal de Marseille Conseiller métropolitain                                                                                                |
| Marseille-6         | Geneviève Tranchida   |       | PS    | |
| Marseille-7         | Marine Pustorino      |       | LR    | Adjointe au maire de Marseille Conseillère métropolitaine                                                                                                 |
| Marseille-7         | Maurice Rey           |       | UDI   | Conseiller municipal de Marseille |
| Marseille-8         | Sylvie Carrega        |       | LR    | Adjointe au maire de Marseille |
| Marseille-8         | Thierry Santelli      |       | LR    | Adjoint au maire de Marseille |
| Marseille-9         | Laure-Agnès Caradec   |       | LR    | Adjointe au maire de Marseille Conseillère métropolitaine, vice-présidente de Marseille-Provence                                                          |
| Marseille-9         | Didier Réault         |       | LR    | Conseiller municipal de Marseille |
| Marseille-10        | Lionel Royer-Perreaut |       | DVD   | Député des Bouches-du-Rhône Maire du Ve secteur de Marseille Conseiller métropolitain, vice-président de Marseille-Provence                               |
| Marseille-10        | Martine Vassal        |       | LR    | Présidente du conseil départemental Conseillère municipale de Marseille Première vice-présidente puis présidente de la métropole d'Aix-Marseille-Provence |
| Marseille-11        | Solange Biaggi        |       | LR    | Adjointe au maire de Marseille Conseillère métropolitaine                                                                                                 |
| Marseille-11        | Maurice Di Nocera     |       | UDI   | Adjoint au maire de Marseille |
| Marseille-12        | Sabine Bernasconi     |       | LR    | Conseillère municipale de Marseille Conseillère métropolitaine, vice-présidente de Marseille-Provence                                                     |
| Marseille-12        | Yves Moraine          |       | LR    | Maire du IVe secteur de Marseille Conseiller métropolitain, vice-président de Marseille-Provence                                                          |
| Martigues           | Gérard Frau           |       | PCF   | |
| Martigues           | Evelyne Santoru-Joly  |       | PCF   | Adjointe au maire de Port-de-Bouc Vice-présidente du Pays de Martigues                                                                                    |
| Pélissanne          | Hélène Gente-Ceaglio  |       | PS    | Maire de Mallemort Conseillère métropolitaine, vice-présidente du Pays salonais                                                                           |
| Pélissanne          | Jacky Gérard          |       | PS    | Maire de Saint-Cannat Conseiller métropolitain, vice-président du Pays d'Aix                                                                              |
| Salon-de-Provence-1 | Marie-Pierre Callet   |       | LR    | Conseillère municipale de Maussane-les-Alpilles Conseillère communautaire de la Vallée des Baux-Alpilles                                                  |
| Salon-de-Provence-1 | Henri Pons            |       | UDI   | Maire d'Eyguières Vice-président de la métropole d'Aix-Marseille-Provence                                                                                 |
| Salon-de-Provence-2 | Martine Amselem       |       | PS    | Conseillère municipale de Saint-Martin-de-Crau Conseillère communautaire de l'd'Arles-Crau-Camargue-Montagnette                                           |
| Salon-de-Provence-2 | Frédéric Vigouroux    |       | PS    | Maire de Miramas Conseiller métropolitain, vice-président d'Istres-Ouest-Provence                                                                         |
| Trets               | Jean-Claude Féraud    |       | LR    | Maire de Trets Conseiller métropolitain |
| Trets               | Patricia Saez         |       | LR    | Adjointe au maire de Venelles |
| Vitrolles           | Sandra Saloum-Dalbin  |       | LR    | Conseillère du 5e arrondissement de Marseille Conseillère métropolitaine                                                                                  |
| Vitrolles           | Richard Mallié        |       | LR    | Maire de Bouc-Bel-Air Vice-président de la métropole d'Aix-Marseille-Provence                                                                             |